# Vladislav Röhling
Vladislav Röhling, křtěný Vladislav Augustím (* 23. května 1878, Praha - 26. března 1949, Praha) byl český ilustrátor, grafik a malíř, starší bratr Karla Rélinka.

## Život
Vladislav Röhling se narodil v Praze na Starém Městě v rodině kupce Gabriela Röhlinga a jeho ženy Josefi rodem Chršové. V letech 1897-1900 studoval na Uměleckoprůmyslové škole u Emanuela Krescence Lišky a poté na Akademii výtvarných umění v Praze ve speciálce prof. Františka Ženíška. Na počátku měsíce června roku 1907 se oženil s Růženou Malou . Röhling byl členem Jednoty umělců výtvarných, se kterou vystavoval na Zlínských salonech a v Obecním domě v Praze (1924). V roce 1918 se zúčastnil poválečné výstavy Čeští výtvarníci Českému srdci pořádané v pražském Obecním domě a v roce 1928 významné výstavy Československé výtvarné umění 1918 - 1928 v Brně. Za Protektorátu se zúčastnil tří výstav Národ svým výtvarným umělcům v Mánesu (1939, 1940, 1942). Samostatně vystavoval v Rubešově salonu v Praze (1915) a v Topičově salonu v Praze (1934).
Roku 1916 obdržel cenu České akademie věd a umění za album Skvosty českých měst.

## Dílo
Od roku 1904 se věnoval malířství, později se specializoval na volnou a užitou grafiku. Vynikl zejména v černobílém i barevném leptu, akvatintě, litografii a dřevorytu. Častým námětem jsou obrazy ze staré Prahy. Vytvořil veduty Brna, Bratislavy a dalších významných měst Československa a veduty českých hradů. Navrhoval plakáty, vytvořil asi 80 ex libris. V knihovně Grafikony vydával řadu textů jiných autorů ilustrovaných vlastními barevnými dřevoryty.

### Cykly grafických listů
- Ze staré Prahy
- Potulky Prahou
- Z pražských ulic
- Staropražské reminiscence
- Skvosty českých měst
- Naše hrady
- Ó, Praho má...

### Zastoupení ve sbírkách
- Památník národního písemnictví
- Galerie středočeského kraje v Kutné Hoře
- Galerie výtvarného umění v Ostravě
- Galerie moderního umění v Hradci Králové
- Severočeská galerie výtvarného umění v Litoměřicích

## Galerie

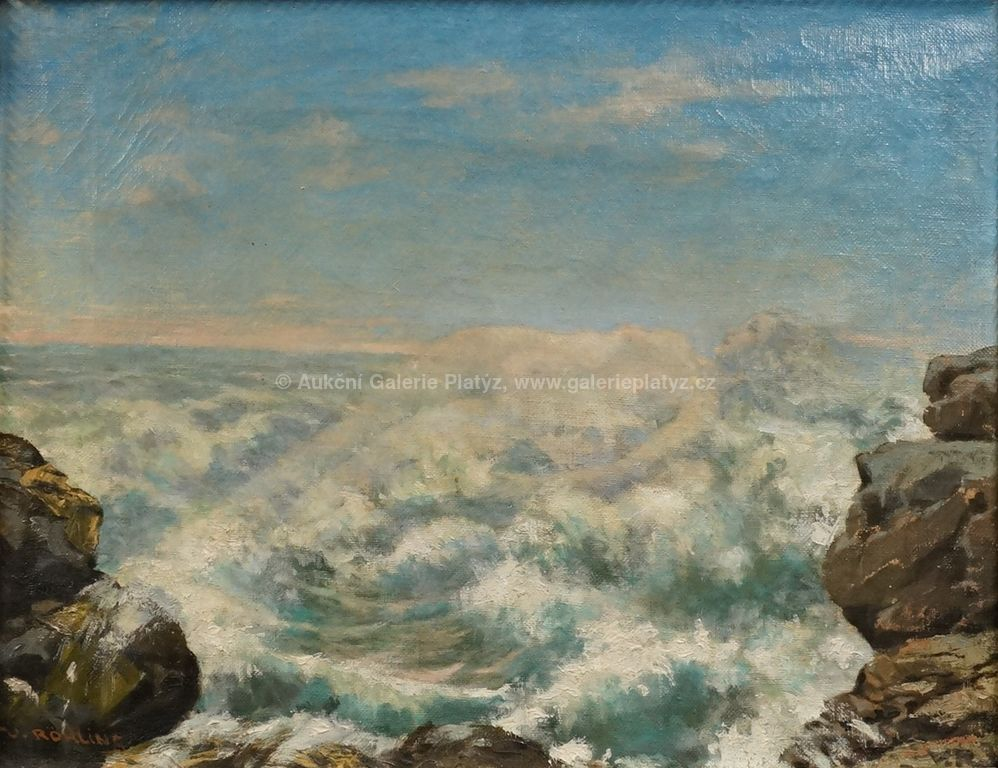
Mořská víla
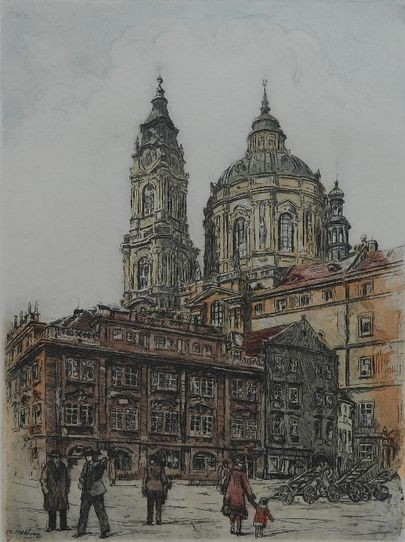
Malostranské náměstí, litografie
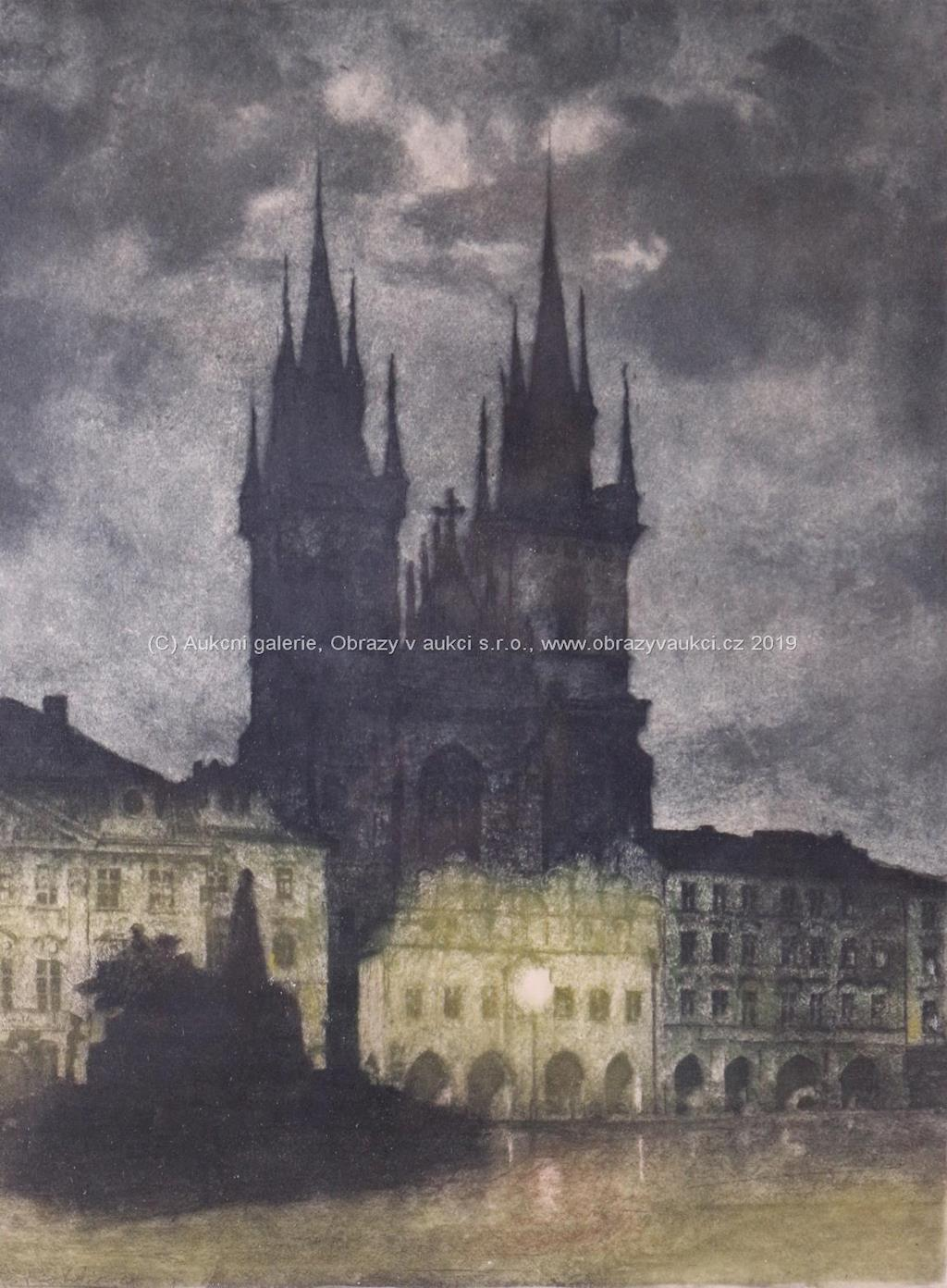
Týnský chrám
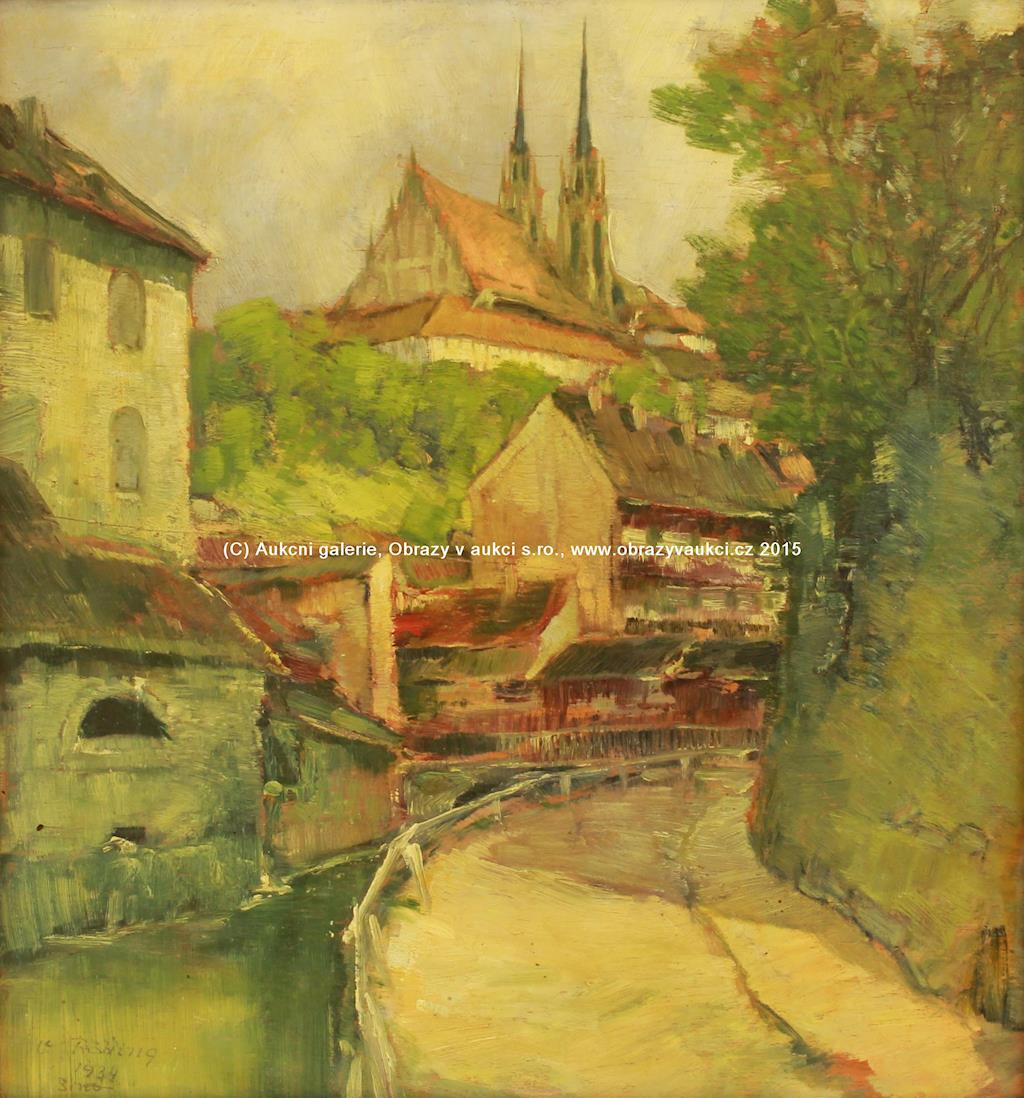
Brno (1934)
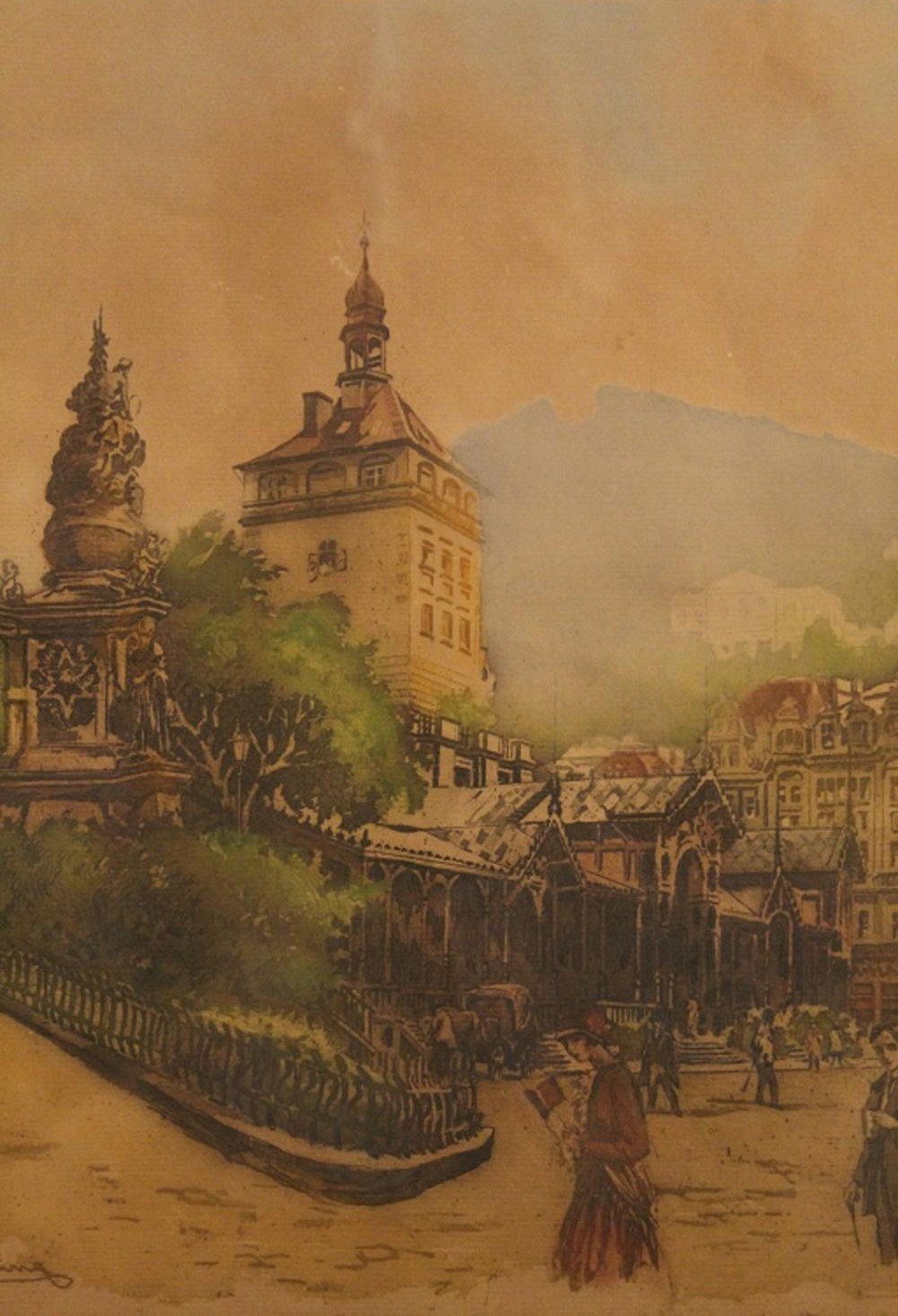
Zámecká věž a tržní kolonáda v historickém centru Karlových Varů
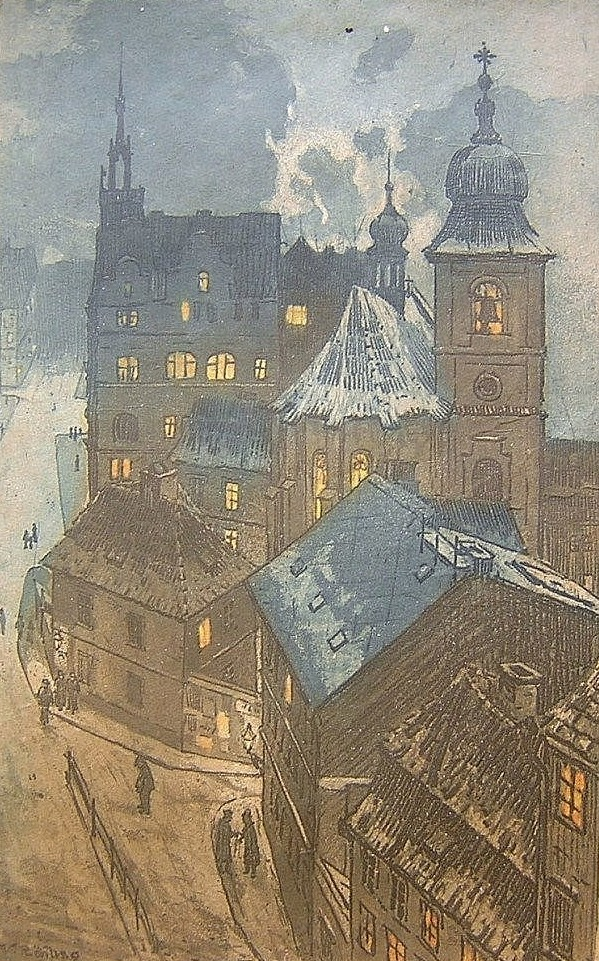
Staroměstské náměstí s kostelem sv. Mikuláše, akvatinta, lept